# Seminole County, Oklahoma
Seminole County är ett administrativt område i delstaten Oklahoma, USA, med 25 482 invånare. Den administrativa huvudorten (county seat) är Wewoka. 

## Geografi
Enligt United States Census Bureau så har countyt en total area på 1 659 km². 1 638 km² av den arean är land och 21 km² är vatten.

### Angränsande countyn
- Okfuskee County - nordost
- Hughes County - öst
- Pontotoc County - syd
- Pottawatomie County - väst & nord